# Nancy Stanton
Nancy Kahn Stanton (* 23. März 1948 in San Francisco, Kalifornien) ist eine US-amerikanische Mathematikerin.

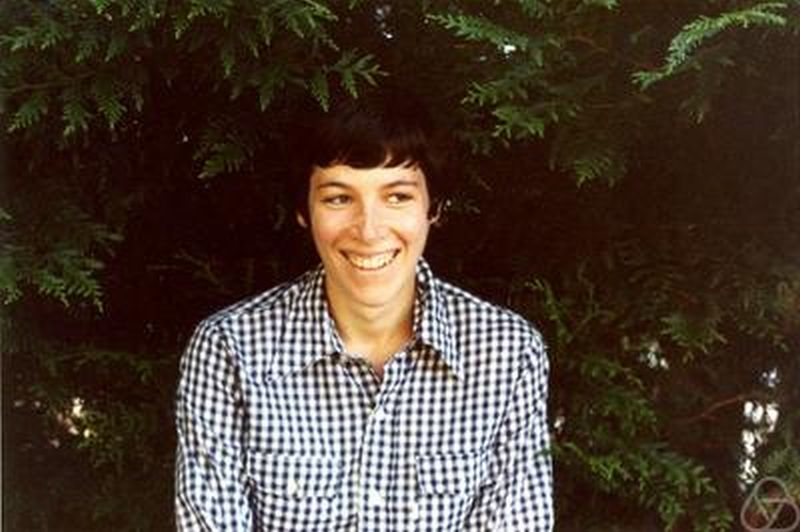
Nancy Stanton

Stanton studierte an der Stanford University (Bachelor 1969) und wurde 1973 bei Isadore Singer am Massachusetts Institute of Technology promoviert (Holomorphic R-Torsion for Lie groups). Danach lehrte sie am MIT, an der University of California, Berkeley und als Assistant Professor an der Columbia University, bevor sie 1981 an die University of Notre Dame ging, wo sie Professor ist. Sie war am Institute for Advanced Study (1979/80), am IHES und Gastprofessorin am Max-Planck-Institut für Mathematik in Bonn und an der University of Michigan.
Stanton befasst sich mit Funktionentheorie mehrerer komplexer Variabler (insbesondere geometrischen Zusammenhängen), Differentialgeometrie und partiellen Differentialgleichungen. Sie arbeitete unter anderem über spektrale Geometrie von komplexen Mannigfaltigkeiten mit Rändern und CR-Mannigfaltigkeiten.
1981 war sie Sloan Research Fellow. Sie ist Fellow der American Mathematical Society.

## Schriften
- A Riemann Mapping non-Theorem, Mathematical Intelligencer, Band 14, 1992, Nr. 1 (Versagen des Riemannschen Abbildungssatzes für mehrere Variable)